# 京都ヤクザホームページ削除事件
京都ヤクザホームページ削除事件（きょうとヤクザホームページさくじょじけん）とは、1997年に暴力団員とされる男性が公開していたウェブページが削除された事件。

## 概要
問題のウェブページは京都市などの第三セクターとして京都高度技術研究所などにより運営されていたインターネットプロバイダであるインターネットワーク京都（京都アイネット）のウェブスペース上に掲載されていた。暴力団員とされる男性は1996年4月に会社員を名乗って同プロバイダに登録し、1997年1月に「任侠道」と題するウェブページを開設した。サイトの内容は、「筆者はヤクザである」「ヤクザは偏見に満ちた暴対法によって暴力団とのレッテルを張られている」というものであった。
1月14日、朝日新聞の京都府警廻り記者がアイネットに対して「公的な支援を受けたプロバイダが、自らヤクザであることを公表する者が持論を展開したり、暴対法を批判する場として利用されることを容認する真意は何か」との問い合わせを行った。この問い合わせを受けて、アイネットは京都府警に対応策を相談し、17日に男性に対してページの削除を要請し、男性は翌日にページを削除した。
1月22日、朝日新聞が「インターネットで暴力団が『任侠道』 京都でページ開設取り消し要請」と題し「男性のページの存在に気づき困惑したアイネットが府警に相談、男性に削除を要請し、サイトは自主的に削除された」との内容の記事を掲載した。

## 事件発覚後の反応
男性は同年2月に同じくアイネットのウェブスペース上にウェブページを開設し、自身はヤクザであるが暴力団員ではないと表明した上で、事件の経過や朝日新聞への公開質問状を掲載した。この公開質問状には1997年時点において朝日新聞による返答はない。
この事件について評論家の宮崎学が自身のウェブサイト「突破者」で、ページ削除は朝日新聞のやらせであるとして批判した。宮崎は朝日新聞に対して取材を試み、朝日新聞側の「やらせではない」「記者が削除を要求した事実はない」というコメントを同サイトに掲載した。宮崎は「インターネット上で人が意見を言うこと自由なはずなのに、発言できる人としてはいけない人があるのか」「今あるメディアの限界、腐敗みたいなところが一番でた事件」と発言している。
河上イチローは、朝日新聞の報道はサンゴ事件に匹敵するマッチポンプであるとしている。